# 銀河の里キゴ山
銀河の里キゴ山(ぎんがのさとキゴやま)とは、金沢市平等本町にある少年自然の家、及び天体博物館である。

## 概要
医王山ろくのふもとに位置する。ちなみに銀河の里キゴ山は、金沢市キゴ山天体観察センターと金沢市キゴ山少年自然の家を総称しての名称である。施設は宿泊施設とプラネタリウムがあり、市内外の学校団体やプラネタリム目当ての観光客がよく訪れる。(なお、宿泊は8名以上の団体かつ小中学生の児童･生徒を主体とした団体しか受け付けていない。)また、他にも天体･宇宙に関する展示物や体験できる実験装置があり、屋上では備え付けの当館にある小型天体望遠鏡や対空双眼鏡で天体観察ができ、さらに20cmクーデ式屈折赤道儀望遠鏡が設置されている天体観察室でより詳しく天体観察ができる。また、野外施設もあり、テントサイトや野外炊飯場、キャンプファイヤー場もある。

## 施設一覧

### 金沢市キゴ山少年自然の家

#### 宿泊室
1階と2階にそれぞれ宿泊室が12部屋ずつ、指導員室が2部屋ずつある。また、1階は女子フロアー、2階が男子フロアーになっており、1階の各部屋にはキゴ山周辺の草花や木などの名前が、2階の各部屋には12星座名がつけられている。宿泊室はすべて8人部屋で、寝具はベッドになっており、部屋によってベッドのレイアウトが違う(二段ベッド、三段ベッド、ロフト式ベッド)などユニークな作りになっている。また、宿泊棟の建物は、扇形にカーブしており、宿泊室の扉も赤、黄、緑、青ととてもカラフルである。一部の部屋からは金沢市街の夜景を一望することもできる。

#### プレールーム
いわゆる体育館。ここでよく集い式が行われる。また、バドミントンセット、ドッジボール、ソフトバレーボール、ソフトフリスビーなどのスポーツ器具も充実している。暖房完備の部屋なので、冬期でも暖かく活動することが可能。

#### ミーティングルーム
カーペット敷き部屋や、教室のような研修室が2部屋ある。

#### 浴室
男女別の浴室を備えており、施設全体がバリアフリー構造になっている。洗い場のカランは12基あり、一度に20名くらいが入浴できる。入浴可能時間は16:00～21:30まで。(利用は宿泊客のみ)

#### 食堂
最大160名が一度に食事することのできる広さ。また、野外炊飯の食材の下ごしらえも、ここで調理される。

#### 星の広場
建物の中庭の名称。半円形のステージ、人工芝の観覧席がある。ミニコンサートや出し物などの活動などが行われる。

#### テントサイト

##### 日本海広場
テントサイトの1つ。後述のどんぐり広場に比べれば平坦な芝生広場である。また、キャンプファイヤー場も兼ねている。さらに野外炊飯場が隣接している。

##### どんぐり広場
テントサイトの１つ。日本海広場に比べて、やや傾斜がある。またキャンプファイヤー場も兼ねている。さらに、野外炊飯場が隣接している。

### クロスカントリースキー場
こども交流館前を発着地として、旧放牧場からわんぱく広場にわたる1周1.7キロメートルのクロスカントリースキーコース。

### 金沢市天体観察センター

#### 入口スロープ
『惑星の大きさくらべ』というコーナーがあり、太陽や太陽系の惑星の大きさや重さなどを知ることができる。

#### 2階展示ホール
建物の構造により、順路は2階からとなる。キゴ山の自然や自然史、宇宙の歴史についての展示物、さらには気軽に体験できる宇宙や物理に関する実験装置があり、山崎直子名誉館長のコーナーもある。

#### 1階展示ホール
宇宙空間についての展示物、キゴ山きっずステーションという幼児向けの休憩スペースがある。プラネタリウムの入口はこちらから。

#### プラネタリウム
2018年4月にリニューアルし、光学式プラネタリウム・MEGASTAR-Neo、デジタルプラネタリウム・ステラドームプロのハイブリッドシステムを導入した。定員は80名。

#### 3階フロア

##### キゴ山びゅうステーション
休憩スペースで、晴れていればキゴ山からの景色を見ることができる。

##### スペースギャラリー
宇宙飛行士に関するパネルやサイン色紙、記念品などが展示されている。さらには、金沢星の会が撮影したの天体写真も展示されている。

##### 宇宙科学工房
レクチャールームになっており、最大36名収容可能。TVモニターやVTR、スライド投映機、実物投映機、プロジェクターなどの視聴覚機器が完備されている。

#### 4階･屋上

##### 観察デッキ
小型天体望遠鏡や対空双眼鏡などで一度に大勢の人が天体観望することができるスペースになっている。天体望遠鏡の設置がスムーズに行えるように床には南北線が引かれている。

##### 天体観察室
20cmクーデ式屈折赤道儀望遠鏡が設置された観察室。ドームは水平方向に180度、垂直方向に約100度開閉可能でドーム上部は360度回転する。望遠鏡の操作はパソコンですべて行う。自動追尾システムが付いている。